# Firestarter
"Firestarter" je singl britanskog elektroničkog sastava The Prodigy s njihovog albuma The Fat of the Land. Objavljen je 18. ožujka 1996., te je jedna od njihovih najpoznatijih pjesmi. 

## O pjesmi
"Firestarter" je bio Prodigyjev prvi veliki međunarodni hit, te se tri tjedna nalazio na vrhu britanske top liste, te na top listama u Finskoj i Norveškoj. Pjesmu je uz Liama Howletta i Keitha Flinta napisao i Kim Deal iz alternativnog rock sastava The Breeders.
Videospot za pjesmu je režirao Walter Stern, te je sniman u napuštenom tunelu londonskog metroa kod Aldwycha. Pjesma je korištena u nekoliko filmova, te TV serija, a koriste je i NBA momčad Phoenix Suns, te hokejaški klub New Jersey Devils. Nekoliko glazbenika je snimilo obradu pjesme, uključujući  sastav Jimmy Eat World, te Gene Simmons iz sastava Kiss, dok je "Weird Al" Yankovic snimio parodiju na pjesmu, nazvanu "Lousy Haircut", koja je prikazana u njegovoj televizijskoj emisiji The Weird Al Show. 

## Vanjske poveznice
- Videospot na YouTubeu